# 김원 (1978년)
김원(1978년 9월 23일 ~ )은 대한민국의 전 야구 선수다. 진흥고과 원광대를 거쳐 프로에 입단하였다. 2004년에 SK 와이번스에서 뛰었다.

## 출신 학교
- 광주진흥고등학교
- 원광대학교

## 등번호
- 49 (2004)